# Andrés Ponce
Andrés Fabián Ponce Núñez (* 11. November 1996 in Maracaibo) ist ein venezolanischer Fußballspieler.

## Karriere

### Verein
Ponce begann seine Karriere beim Deportivo Táchira FC. Im Januar 2013 debütierte er für die Profis von Táchira in der Primera División. Bis zum Ende der Saison 2012/13 kam er zu sieben Einsätzen in der höchsten venezolanischen Spielklasse. In der Saison 2013/14 spielte er dreimal. Zur Saison 2014/15 wurde er an den Ligakonkurrenten Llaneros de Guanare verliehen. Während der Leihe kam er neunmal zum Einsatz und erzielte zwei Tore.
Nach dem Ende der Leihe wechselte Ponce im Januar 2015 nach Italien zu Sampdoria Genua. Die Italiener verliehen ihn allerdings direkt nach Portugal an den Zweitligisten SC Olhanense. Für Olhanense absolvierte er bis zum Ende der Saison 2014/15 13 Partien in der Segunda Liga. Nach weiteren vier Einsätzen zu Beginn der Saison 2015/16 wurde die Leihe im August 2015 vorzeitig beendet und der Stürmer kehrte nach Genua zurück. Für Sampdoria spielte er bis Saisonende ein Mal in der Serie A.
Zur Saison 2016/17 wurde Ponce ein zweites Mal verliehen, diesmal in die Schweiz an den FC Lugano. Für Lugano absolvierte er während der Leihe acht Spiele in der Super League. Zur Saison 2017/18 wurde er innerhalb Italiens an den Drittligisten AS Livorno weiterverliehen. Bei Livorno konnte er sich jedoch nicht durchsetzen und kam nur achtmal in der Serie C zum Einsatz, woraufhin er im Januar 2018 an das ebenfalls drittklassige Feralpisalò weiterverliehen wurde. In Salò kam er bis Saisonende elfmal in der dritthöchsten Spielklasse zum Einsatz.
Zur Saison 2018/19 kehrte er nicht mehr nach Genua zurück, sondern wechselte nach Russland zu Anschi Machatschkala. Für Anschi absolvierte er in jener Spielzeit 27 Spiele in der Premjer-Liga, in denen er fünf Tore erzielte. Mit Anschi stieg er jedoch zu Saisonende aus der höchsten russischen Spielklasse ab, der Verein erhielt jedoch keine Zweitligalizenz und wurde direkt in die dritte Liga durchgereicht. Daraufhin schloss Ponce sich zur Saison 2019/20 dem Erstligisten Achmat Grosny an. In seiner ersten Saison bei den Tschetschenen kam der Offensivspieler zu 20 Einsätzen in der Premjer-Liga, in denen er dreimal traf. Nach weiteren neun Einsätzen zu Beginn der Saison 2020/21 wurde er im Oktober 2020 an den Ligakonkurrenten Rotor Wolgograd verliehen.

### Nationalmannschaft
Ponce nahm 2013 mit der venezolanischen U-17-Auswahl an der Südamerikameisterschaft teil. Während des Turniers kam er in acht Partien zum Einsatz und erzielte dabei sieben Tore, Venezuela wurde Zweiter. Mit der U-20-Mannschaft spielte er 2015 ebenfalls bei der Südamerikameisterschaft. Die Venezolaner schieden jedoch bereits in der Vorrunde aus; Ponce absolvierte während des Bewerbs drei Partien.
Im Februar 2016 debütierte er für die A-Nationalmannschaft, als er in einem Testspiel gegen Costa Rica in der 54. Minute für Johan Moreno eingewechselt wurde.